# Cethegus multispinosus
Espèce
Cethegus multispinosus est une espèce d'araignées mygalomorphes de la famille des Euagridae.

## Distribution
Cette espèce est endémique du Queensland en Australie. Elle se rencontre vers Musgrave et Coen.

## Description
La carapace de la femelle holotype mesure 9,50 mm de long sur 7,85 mm et l'abdomen 11,30 mm de long sur 8,50 mm.

## Publication originale
- Raven, 1984 : Systematics of the Australian curtain-web spiders (Ischnothelinae: Dipluridae: Chelicerata). Australian Journal of Zoology Supplementary Series, no 93, p. 1-102.